# علامة شطب

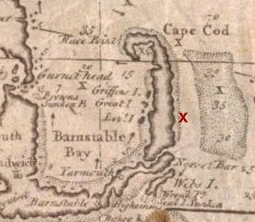
علامة x ترمز لموقع قادس ويداه الغارقة في كيب كود.

علامة الشطب أو علامة الحذف أو علامة الإلغاء أو علامة X وأحياناً علامة الإدخال هي علامة تستعمل للتعبير عن النفي أو الرفض أو الإلغاء، كما قد تستخدم للتعبير عن الموافقة والرضا والاستحسان في الأوراق الانتخابية. غالباً ما يُعتبر عكس هذه العلامة علامة الاختيار أو الصح أو علامة O المستعملة في اليابان وكوريا وتايوان. في اليابانية، علامة الشطب تُسمّى "ばつ" وتنطق باتسو، ويُمكن للمرء التعبير عنها عن طريق الإشارة بذراعيه على شكل X للتعبير عن النفي.
من الشائع في بعض المناطق للأشخاص أن يملأوا مربعات الاختيار الفارغة بعلامة الشطب عِوَضاً عن علامة الصح (✓)، أو حتى علامة v من الممكن أن تستعمل أيضاً.[بحاجة لمصدر]
كما تستعمل أيضاً كاستبدال لتوقيع الشخص الأعمى أو الأمّي أو غير القادر على كتابة اسمه. ورسم علامة الشطب المستعمل لهذه الغاية عادةً ما يجب أن يُشهد عليه حتى يؤخذ بالاعتبار.
وقد أُخذت تستعمل في الخرائط تقليدياً للإشارة إلى الأماكن، وغالباً جداً على خرائط الكنوز.

## الترميز الموحد
يُقدّم نظام الترميز الموحد مختلف العلامات المقاربة لعلامة الشطب، متضمنةً:
| علامة | الترميز السداسي الخاص بنقطة الرمز الموحد | الاسم            |
| ----- | ---------------------------------------- | ---------------- |
| ☐     | U+2610                                   | مربع التصويت     |
| ☒     | U+2612                                   | مربع تصويت مشطوب |
| ✗     | U+2717                                   | تصويت مشطوب      |
| ✘     | U+2718                                   | تصويت غليظ مشطوب |

هذه العلامة تُصوّر عامةً بشكل أقل رمزية من الأشكال الرياضياتية التالية:
| العلامة | الترميز السداسي الخاص بنقطة الرمز الموحد | اسم                  |
| ------- | ---------------------------------------- | -------------------- |
| ×       | U+00D7                                   | علامة الضرب          |
| ╳       | U+2573                                   | أقطار صندوق كبير     |
| ☓       | U+2613                                   | شطب القديس أندرو     |
| ✕       | U+2715                                   | ضرب X                |
| ✖       | U+2716                                   | علامة ضرب غليظة      |
| ⨉       | U+2A09                                   | عملية الضرب المتكررة |
| ⨯       | U+2A2F                                   | ناتج الشطب           |
| 🗙       | U+1F5D9                                  | إلغاء                |
| 🗴       | U+1F5F4                                  | تصويت X              |
| 🞩       | U+1F7A9                                  | مربع تصويت ضعيف      |

### الرياضيات
- علامة الضرب.
- ضرب اتجاهي.
- جداء ديكارتي.